# 중앙도서관 (태안군)
중앙도서관은 충청남도 태안군에 있는 도서관이다.

## 연혁
- 2011년 4월 19일 도서관 건물 착공
- 2013년 5월 24일 도서관 건물 준공
- 2013년 6월 30일 통합서버시스템 구축
- 2014년 2월 26일 개관

## 시설현황
- 4층: 평생학습센터(다목적실), 평생학습센터(강의실)
- 3층: 자유학습실, 디지털자료실, 참고자료실
- 2층: 사무실, 일반자료실
- 1층: 북카페, 어린이자료실
- 지하1층: 기계실, 보존서고

## 이용 안내

### 이용 시간
- 어린이자료실·일반자료실·디지털자료실: 연중 09:00 ~ 18:00
- 학습실: 하계(3월 ~ 10월) 09:00~22:00 / 동계(11월 ~ 2월) 09:00 ~ 21:00

### 휴관일
- 매주 일요일
- 국가지정 공휴일
- 도서의 정리, 점검 및 도서관의 시설보수 그 밖에 필요하다고 인정할 때